# Каралюс, Мартинас
Мартинас Каралюс (лит. Martynas Karalius; 23 марта 1980, Каунас) — литовский футболист, нападающий.

## Биография
Воспитанник каунасского футбола, первый тренер — Антанас Комскис. На взрослом уровне начал играть во втором составе местного «Инкараса» в низших лигах Литвы. С 1998 года в течение трёх неполных сезонов играл за «Кауно Егеряй», в том числе в сезоне 1998/99 выступал в высшей лиге, где провёл 19 матчей и забил 2 гола.
В 2000 году перешёл в «Атлантас» (Клайпеда), где стал одним из лидеров атаки. В 2000 году стал автором 9 голов, в 2001 году забил 14 голов (четвёртое место среди бомбардиров), в 2002 году — 12 голов (пятое место), в двух последних сезонах становился лучшим снайпером своего клуба. Вместе с «Атлантасом» стал бронзовым (2000) и двукратным серебряным (2001, 2002) призёром чемпионата Литвы, обладателем Кубка страны (2001). В 2003 году перешёл в «Каунас», с которым в том же сезоне завоевал чемпионский титул. В 2004 году вернулся в «Атлантас» и снова стал бронзовым призёром. В составе «Атлантаса» и «Каунаса» регулярно играл в еврокубках (всего не менее 13 матчей и 2 гола с учётом Кубка Интертото).
В первой половине 2005 года играл в чемпионате Эстонии за таллинскую «Левадию», стал обладателем Кубка Эстонии. В августе 2005 года был на просмотре в греческом клубе «Панахаики». Вернувшись на родину, выступал в А-Лиге за «Жальгирис» (Вильнюс), снова за «Атлантас» и за «Шилуте», а в первой половине 2007 года играл в чемпионате Латвии за «Ригу». В 2008 году стал лучшим бомбардиром первой лиги Литвы, забив 19 голов за «Глестум» (Клайпеда) и «Бангу» (Гаргждай). По окончании сезона 2008 года прекратил выступления на высоком уровне, затем играл за команды низших лиг.
Всего в высшей лиге Литвы сыграл 189 матчей и забил 55 голов.
Вызывался в молодёжную сборную Литвы, сыграл один матч в отборочном турнире молодёжного чемпионата Европы.
По состоянию на 2021 год работал детским тренером в датском клубе «Бангсбо Фрейя».

## Достижения
- Чемпион Литвы: 2003
- Серебряный призёр чемпионата Литвы: 2001, 2002
- Бронзовый призёр чемпионата Литвы: 2000, 2004
- Обладатель Кубка Литвы: 2000/01
- Финалист Кубка Литвы: 2004
- Обладатель Кубка Эстонии: 2004/05